# سیارک ۱۴۰۹۸
سیارک ۱۴۰۹۸ (به انگلیسی: 14098 Simek، نامگذاری:1997QS) چهارده هزار و نود و هشتمین سیارک کشف شده‌است که در ۲۴ اوت ۱۹۹۷ کشف شد.
قدر مطلق سیارک برابر ۱۴٫۳۰ است.